# Euprepina maracajula
Euprepina maracajula är en tvåvingeart som beskrevs av Hull 1971. Euprepina maracajula ingår i släktet Euprepina och familjen svävflugor. Inga underarter finns listade i Catalogue of Life.